# 直井優
直井 優（なおい あつし、1942年(昭和17年)9月18日 - ）は、日本の社会学者、大阪大学名誉教授。社会学修士。日本学術会議会員。

## 略歴
- 1966年 東京大学文学部社会学科卒業
- 1971年 東京大学大学院社会学研究科社会学専門課程博士課程中退
- 1976年 東京大学文学部社会学科助教授
- 1984年 大阪大学人間科学部助教授
- 大阪大学人間科学部教授
- 原子力安全システム研究所社会システム研究所所長

## 受賞歴
- 1991年 福武直賞受賞

## 著書

### 共著
- （根本和泰・荒井泰男）『過疎化過程の分析』（電力中央研究所経済研究所、1972年）

### 編著
- 『社会調査の基礎』（サイエンス社、1983年）

### 共編著
- （青井和夫）『福祉と計画の社会学』（東京大学出版会、1980年）
- （甲田和衛）『社会調査』（放送大学教育振興会、1985年）
- （原純輔・小林甫）『リーディングス日本の社会学(8)社会階層・社会移動』（東京大学出版会、1986年）
- （盛山和夫）『現代日本の階層構造(1)社会階層の構造と過程』（東京大学出版会、1990年）
- （盛山和夫・間々田孝夫）『日本社会の新潮流』（東京大学出版会、1993年）
- （藤田英典）『講座社会学(13)階層』（東京大学出版会、2008年）